# Ensign N175
Ensign N175 – samochód Formuły 1 zaprojektowany w 1975 roku przez Dave'a Baldwina i skonstruowany przez Ensign. Po sporze ze sponsorem, HB Bewaking Alarmsystemen, szef Ensign, Morris Nunn, musiał przekazać jeden HB jeden egzemplarz modelu, która to firma wystawiła go w sezonach 1976–1977 jako Boro 001. Ogółem model został zgłoszony do 15 Grand Prix, zdobywając jeden punkt.

## Wyniki w Formule 1
| Legenda oznaczeń w tabelach wyników Wyświetl szablon na nowej stronie | Legenda oznaczeń w tabelach wyników Wyświetl szablon na nowej stronie                                                                     |
| Oznaczenie                                                            | Wyjaśnienie |
| --------------------------------------------------------------------- | --- |
| Złoty                                                                 | Zwycięzca lub mistrzostwo |
| Srebrny                                                               | 2. miejsce lub wicemistrzostwo |
| Brązowy                                                               | 3. miejsce lub II wicemistrzostwo |
| Zielony                                                               | Ukończył, punktował (w klasyfikacji generalnej, gdy zdobył co najmniej jeden punkt na przestrzeni sezonu, poza trzema powyższymi opcjami) |
| Niebieski                                                             | Ukończył, nie punktował (w klasyfikacji generalnej, gdy nie zdobył co najmniej jednego punktu na przestrzeni sezonu)                      |
| Czerwony                                                              | Nie zakwalifikował się (NZ) |
| Czerwony                                                              | Nie prekwalifikował się (NPK) |
| Różowy                                                                | Nie ukończył (NU) |
| Różowy                                                                | Niesklasyfikowany (NS) (w klasyfikacji generalnej, gdy nie został sklasyfikowany w żadnym wyścigu sezonu)                                 |
| Czarny                                                                | Zdyskwalifikowany (DK) |
| Czarny                                                                | Wykluczony (WYK/EX) |
| Biały                                                                 | Nie wystartował (NW) |
| Biały                                                                 | Kontuzjowany (K/INJ) |
| Biały                                                                 | Wyścig odwołany (OD/C) |
| Bez koloru                                                            | Został wycofany (WYC/WD) |
| Bez koloru                                                            | Nie przybył (NP/DNA) |
| Bez koloru                                                            | Nie brał udziału w treningach (NT/DNP) |
| Bez koloru                                                            | Nie został zgłoszony (–) |
| Pogrubienie                                                           | Start z pole position |
| Kursywa                                                               | Najszybsze okrążenie wyścigu |
| †                                                                     | Nie ukończył, ale jego rezultat został zaliczony ze względu na przejechanie więcej niż 90% dystansu wyścigu.                              |
| *                                                                     | Sezon w trakcie |
| 1/2/3                                                                 | Punktowana pozycja w sprincie kwalifikacyjnym                                                                                             |
| Lista systemów punktacji Formuły 1                                    | |

| Sezon | Zespół                    | Silnik | Kierowcy         | Wyniki w poszczególnych eliminacjach | Wyniki w poszczególnych eliminacjach | Wyniki w poszczególnych eliminacjach | Wyniki w poszczególnych eliminacjach | Wyniki w poszczególnych eliminacjach | Wyniki w poszczególnych eliminacjach | Wyniki w poszczególnych eliminacjach | Wyniki w poszczególnych eliminacjach | Wyniki w poszczególnych eliminacjach | Wyniki w poszczególnych eliminacjach | Wyniki w poszczególnych eliminacjach | Wyniki w poszczególnych eliminacjach | Wyniki w poszczególnych eliminacjach | Wyniki w poszczególnych eliminacjach | Wyniki w poszczególnych eliminacjach | Wyniki w poszczególnych eliminacjach | Wyniki w poszczególnych eliminacjach | Wyniki kierowców | Wyniki kierowców | Wyniki konstruktora | Wyniki konstruktora |
| Sezon | Zespół                    | Silnik | Kierowcy         | ARG                                  | BRA                                  | ZAF                                  | ESP                                  | MCO                                  | BEL                                  | SWE                                  | NLD                                  | FRA                                  | GBR                                  | DEU                                  | AUT                                  | ITA                                  | USA                                  |                                      |                                      |                                      | Punkty           | Pozycja          | Punkty              | Pozycja             |
| ----- | ------------------------- | ------ | ---------------- | ------------------------------------ | ------------------------------------ | ------------------------------------ | ------------------------------------ | ------------------------------------ | ------------------------------------ | ------------------------------------ | ------------------------------------ | ------------------------------------ | ------------------------------------ | ------------------------------------ | ------------------------------------ | ------------------------------------ | ------------------------------------ | ------------------------------------ | ------------------------------------ | ------------------------------------ | ---------------- | ---------------- | ------------------- | ------------------- |
| 1975  | HB Bewaking Team Ensign   | Ford   | Gijs van Lennep  | -                                    | -                                    | -                                    | -                                    | -                                    | -                                    | -                                    | -                                    | 15                                   | -                                    | 6                                    | -                                    | -                                    | -                                    |                                      |                                      |                                      | 1                | 20               | 1                   | 13                  |
| 1975  | HB Bewaking Team Ensign   | Ford   | Roelof Wunderink | -                                    | -                                    | -                                    | -                                    | -                                    | -                                    | -                                    | -                                    | -                                    | NZ                                   | -                                    | -                                    | -                                    | NU                                   |                                      |                                      |                                      | 0                | NS               | 1                   | 13                  |
| 1975  | HB Bewaking Team Ensign   | Ford   | Chris Amon       | -                                    | -                                    | -                                    | -                                    | -                                    | -                                    | -                                    | -                                    | -                                    | -                                    | -                                    | 12                                   | 12                                   | -                                    |                                      |                                      |                                      | 0                | 33               | 1                   | 13                  |
|       |                           |        |                  | BRA                                  | ZAF                                  | USW                                  | ESP                                  | MCO                                  | BEL                                  | SWE                                  | FRA                                  | GBR                                  | DEU                                  | AUT                                  | NLD                                  | ITA                                  | USA                                  | CAN                                  | JPN                                  |                                      | Punkty           | Pozycja          | Punkty              | Pozycja             |
| 1976  | HB Bewaking Alarmsystemen | Ford   | Larry Perkins    | -                                    | -                                    | -                                    | 13                                   | 8                                    | NZ                                   | NU                                   | -                                    | -                                    | -                                    | -                                    | NU                                   | NU                                   | -                                    | -                                    | -                                    |                                      | 0                | 24               | 0                   | 16                  |
|       |                           |        |                  | ARG                                  | BRA                                  | ZAF                                  | USW                                  | ESP                                  | MCO                                  | BEL                                  | SWE                                  | FRA                                  | GBR                                  | DEU                                  | AUT                                  | NLD                                  | ITA                                  | USA                                  | CAN                                  | JPN                                  | Punkty           | Pozycja          | Punkty              | Pozycja             |
| 1977  | HB Bewaking Alarmsystemen | Ford   | Brian Henton     | -                                    | -                                    | -                                    | -                                    | -                                    | -                                    | -                                    | -                                    | -                                    | -                                    | -                                    | -                                    | DK                                   | NZ                                   | -                                    | -                                    | -                                    | 0                | 34               | 0                   | NS                  |
|       |                           |        |                  | ARG                                  | BRA                                  | ZAF                                  | USW                                  | MCO                                  | BEL                                  | ESP                                  | SWE                                  | FRA                                  | GBR                                  | DEU                                  | AUT                                  | NLD                                  | ITA                                  | USA                                  | CAN                                  |                                      | Punkty           | Pozycja          | Punkty              | Pozycja             |
| 1978  | Mario Deliotti Racing     | Ford   | Geoff Lees       | -                                    | -                                    | -                                    | -                                    | -                                    | -                                    | -                                    | -                                    | -                                    | NZ                                   | -                                    | -                                    | -                                    | -                                    | -                                    | -                                    |                                      | 0                | NS               | 0 (1)               | 14                  |